# Caieiras
Caieiras is een gemeente in de Braziliaanse deelstaat São Paulo. De gemeente telt 88.212 inwoners (schatting 2009).

## Aangrenzende gemeenten
De gemeente grenst aan Cajamar, Franco da Rocha, Mairiporã en São Paulo.

## Geboren in Caieiras
- Marcos Assunção (1976), voetballer